# 文津閣書店

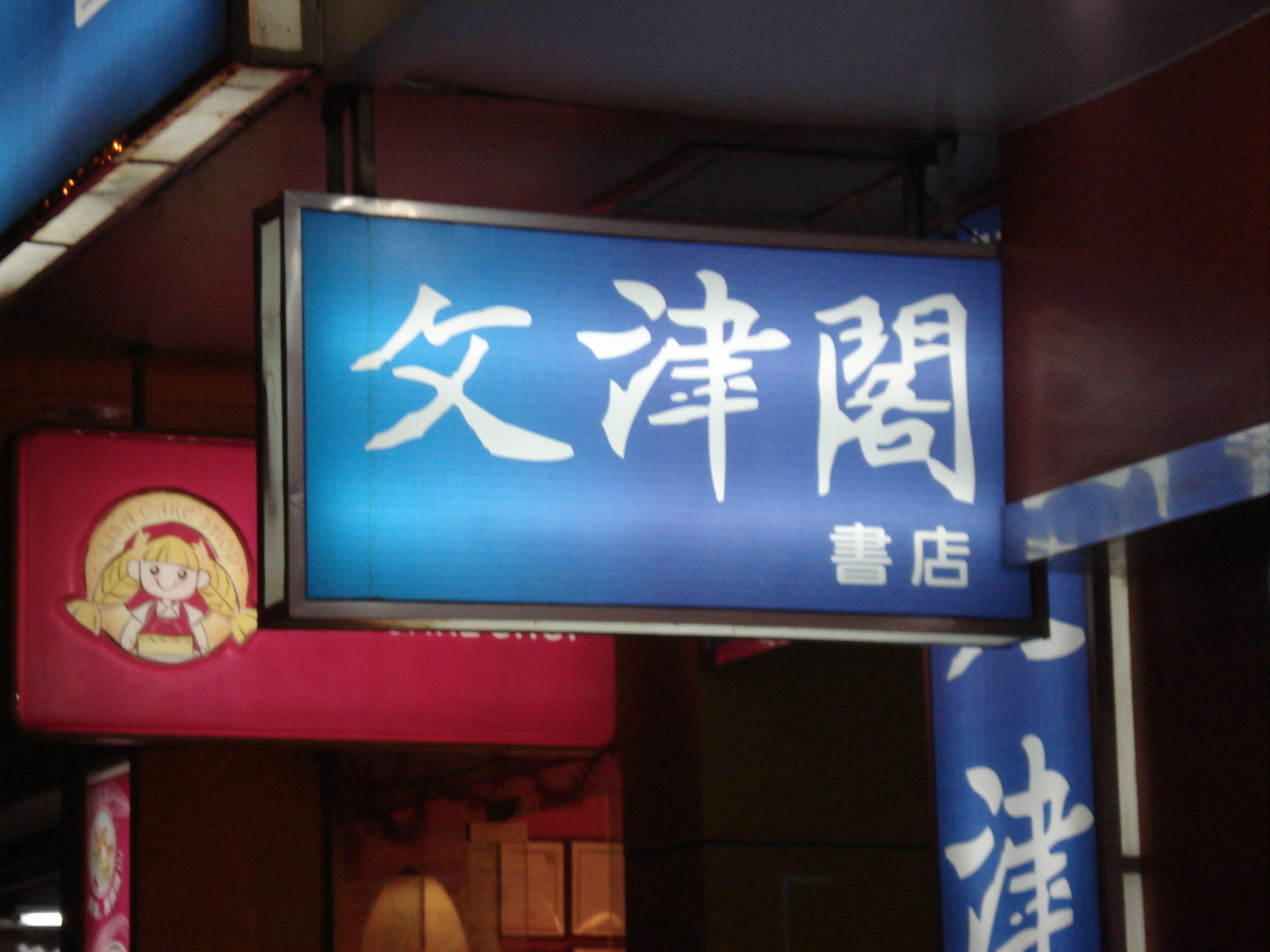
文津閣書店門口的招牌

文津閣書店是中國廣東省廣州市海珠區的一間專賣古舊書籍的小型書店，位於中山大學西門旁的新港西路，是廣州市的一處文化特色書店。店主為陳曉平。

## 概況
書店於2004年2月開始營業，店址原設於中山大學西門旁的新港西路。原店面積並不大，一樓售賣折價文史書籍，二樓售賣特價文史書籍。後來由於政府在新港西路打造「文化一條街」，店址遷移了數十米，至現在的位置（新港西路85號二樓），位於一間西餅店和運動服裝店之間，頗有香港二樓書店的風格，爲廣州舊書業的翹楚。 相鄰的書店有學而優書店和博尔赫斯书店。

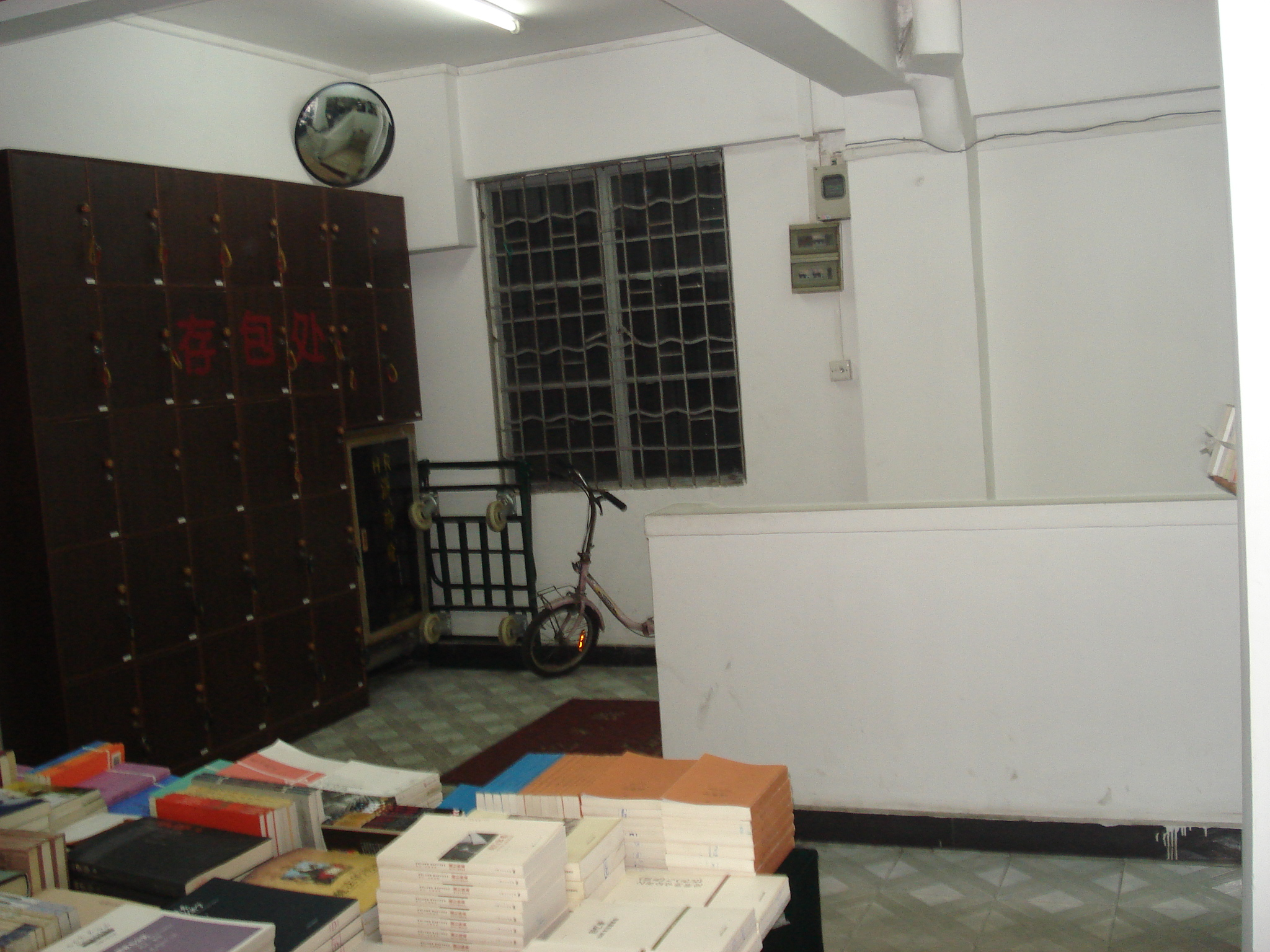
書店內部一角

書店只有30平方米左右的大小，但是裝潢樸素，書店書架中塞滿了店主從中國各地挑選的書籍。文津閣書店的一大特色就是專賣人文社科思哲類的古舊書籍。書店中銷售的舊書一般都為名家之作、著名出版社出品，但是引數較少，現時市面上很難找到的，從中可以找到同一本書不同時期不同出版社的版本；此外還有許多1980年代前後港台讀物以及外文書籍、歷史檔案等，還有專門的「嶺南文化歷史專櫃」， 不過書籍的價格相對於其價值卻相當便宜，往往有六折甚至更優惠的折扣。
由於書店毗鄰中山大學，店主一開始經營的初衷也是「針對中大的學科體系，為學術研究拾遺補缺」，而書店開業後受到中大師生的廣泛歡迎，書店的人流量一直不小。隨著文津閣的名聲越來越響，很多讀者慕名而來。而作為最早一批進駐孔夫子舊書網的書店，文津閣因此贏得良好的名聲和利潤，但是店主擔心書店的書籍在全國範圍內網絡銷售會導致好書快速外流出廣州，因而退出了孔夫子舊書網。
文津閣書店也曾經在2006年嘗試在暨南大學開設分店，但是最終失敗。
文津阁书店现因无力承担租金已于2014年7月底结业。